# Янов-Полесский (станция)
Янов-Полесский (бел. Янаў-Палескі) — белорусская железнодорожная станция в городе Иваново Брестской области Белоруссии.